# Calligonum santoanum
Calligonum santoanum là một loài thực vật có hoa trong họ Rau răm. Loài này được Korovin mô tả khoa học đầu tiên năm 1925.